# Solymos Rezső
Solymos Rezső (Bejcgyertyános, 1929. június 12. – 2019. október 27.) Széchenyi-díjas magyar erdőmérnök, tudományos kutató, a Magyar Tudományos Akadémia rendes tagja. Az erdő- és fagazdálkodás neves kutatója. Nevéhez fűződnek különböző, természetközeli erdőgazdálkodással kapcsolatos erdőfelújítási és erdőnevelési eljárások.

## Életpályája
1947-ben érettségizett, majd felvették a soproni Erdészeti és Faipari Egyetemre, ahol 1951-ben szerzett erdőmérnöki diplomát. Diplomájának megszerzése után a Szombathelyi Erdőgazdasághoz került, ahol először üzemegység-vezető, később építésvezető, majd 1961-ig erdőművelési csoportvezető volt. Ekkor az Erdészeti Tudományos Intézet tudományos főosztályvezetőjévé nevezték ki. Itt alapozta meg tudományos munkásságát, amelyet az erdő- és fagazdálkodás témakörében fejtett ki. 1983-ban a Mezőgazdasági és Élelmezésügyi Minisztérium Erdészeti és Faipari Hivatalának főosztályvezetőjévé nevezték ki, később a hivatal helyettes vezetője lett. 1990-ben nyugdíjazták, illetve kutatóprofesszori megbízást kapott az Erdészeti Tudományos Intézetben. 1992 és 1998 között a Szombathelyi Erdészeti Rt. igazgatóságának elnöke volt.
1983-ban címzetes egyetemi tanárri kinevezést kapott az Erdészeti és Faipari Egyetemre (később: Nyugat-magyarországi Egyetem), ahol erdőgazdaságtant oktatott. 1991-től különböző, az Országos Tudományos Kutatási Alapprogramok (OTKA) által vezetett kutatások témavezetője. 1980 és 1990 között Az Erdő című tudományos szakfolyóirat főszerkesztője volt, emellett az Acta Silvatica és az Erdészeti Kutatások szerkesztőbizottságait vezette.
1964-ben védte meg a mezőgazdasági tudományok kandidátusi, 1974-ben akadémiai doktori értekezését. Az Erdészeti Bizottság és az MTA Veszprémi Területi Bizottsága tagja lett. 1994-ben a Magyar Tudományos Akadémia közgyűlési képviselőjévé, 1998-ban levelező, 2004-ben pedig rendes tagjává választották. 1998 és 2002 között az Agrártudományi Osztály helyettes elnöke volt. Később bekerült az MTA Felügyelőbizottságába és a Doktori Tanácsba is. A Szent István Akadémia is felvette tagjai sorába.

## Munkássága
Kutatási területe az erdő- és fagazdálkodás, az erdőnevelés (kidolgozta azokat az erdőfelújítási és erdőnevelési eljárásokat, amelyek tudományosan megalapozzák a 21. század természetközeli erdőgazdálkodását), valamint a környezetbarát fagazdaság volt.
Nevéhez fűződik annak az országos erdőnevelési kísérleti hálózat kiépítése, amely során lehetségessé vált annak a hosszú távú megfigyelése, amit az erdei ökoszisztémában lejátszódó lejátszódó természetes folyamatok, illetve az emberi beavatkozás hatásai keltenek. A fagazdálkodás területén a magyarországi fafajok korszerűbb, úgynevezett fatermelési tábláit.
Az erdőgazdálkodás területén kísérleteket végzett az erdők stabilitásával, valamint a fajok sokszínűségének (biodiverzitás) megőrzésével és helyreállításával elegyes faállományokban. A kísérletekre alapozva ehhez kapcsolódó növekedési sorokat alakított ki, valamint sikerült meghatároznia azokat az eltéréseket, amelyek az elegyes fafajták szerkezetük és fatermésük között van.

## Családja
1953-ban nősült, felesége Bazsó Márta. Házasságukból egy leány-, illetve egy fiúgyermekük született.

## Díjai, elismerései
- Akadémiai Díj (1979)
- Heinrich Cotta-díj (1981, NSZK)
- METESZ-díj (1983)
- Bedő Albert-díj (1986, Országos Erdészeti Egyesület)
- Munka Érdemrend arany fokozata (1990)
- Pro Silvicultura Arte Lignaria et Geodesia (1996, Erdészeti és Faipari Egyetem)
- Díszdoktor (Erdészeti- és Faipari Egyetem, Sopron, 1998)
- A Magyar Köztársasági Érdemrend tisztikeresztje (1999)
- Széchenyi-díj (2001)
- Magyar Agrártudományi Egyesület emlékérme (2004)
- Ipolyi Arnold tudományfejlesztési díj (2004, OTKA)
- Bejcgyertyános díszpolgára (2005)

## Főbb publikációi
- Magyarország erdőgazdasági tájai (1962)
- A tölgyek (társszerző, 1967)
- A fenyők természete és a fenyőgazdálkodás (szerk., 1972)
- Erdőművelés–erdőnevelés (1973)
- Erdőnevelési irányelvek és modellek (1982)
- Az erdő- és fagazdaság szerepe és fejlesztése (1997)
- Természetközeli erdő-, vad- és fagazdaság (1998)
- Elegyes erdők létesítése és nevelése (1999)
- Erdőfelújítás és -nevelés a természetközeli erdőgazdálkodásban (2001)
- Erdő- és fagazdaságunk időszerű kérdései (szerk., 2005)
- Erdészettudomány és erdőgazdálkodás (2007)
- A természetközeliség jellemzői és osztályozása az erdészetben (2008)
- A tudomány és a vallás (2008)
- A világ, Európa és Magyarország erdei, az erdők fenntartásának és fejlesztésének tudományos alapjai. Székfoglaló előadások a Magyar Tudományos Akadémián. (2014)